# 夏の感情 (アルバム)
『夏の感情』（なつのかんじょう）は、南沙織通算3枚目のカヴァー・アルバム。1974年7月21日発売。発売元はCBS・ソニー。

## 解説
LP帯コピー：若者の共感が渦巻く、青春の詩… オリジナルとニューミュージックで綴るヤングのテーマここに結集!
11thシングル「バラのかげり」とそのB面曲「この街にひとり」、12thシングル「夏の感情」とそのB面曲「愛の序曲」を含む、9枚目のスタジオ・アルバムだが、実態はカバー・アルバムである。ジャケット写真は、ロタ島で撮影されたもの。
有馬三恵子・筒美京平コンビによるオリジナル楽曲は、上述のシングルリリース曲の4曲のみ収録。他は全てカバー曲で構成されており、恒例の洋楽ポップスでなく、ニューミュージック系を主とした邦楽のカバーが収録されている。
「夏の感情」では、伴奏にティン・パン・アレーを起用。本アルバム発表前に行われたコンサートでも、サポートに矢野顕子を加えた編成でバックバンドを務めた。ライヴの模様は実況録音盤として、同年9月1日にLP『CYNTHIA IN CONCERT』のタイトルでリリースされている。
CDパッケージでの生産は中止されているが、音楽配信での購入が可能である（2012年現在）。

## 収録曲
- 全編曲: 矢野誠（特記以外）

1. 夏の感情
  - 作詞: 有馬三恵子　作曲・編曲: 筒美京平
  - 12thシングル。
2. 或る日
  - 作詞: 石津善之　作曲: 筒美京平
  - ザリバのカバー
  - ザリバは矢野顕子の実質的なデビューとなったバンド。しかし当時の所属レコード会社は矢野顕子にしか興味を示さず同楽曲のシングルリリースのみで解散している。
3. 愛の序曲
  - 作詞: 有馬三恵子　作曲・編曲: 筒美京平
  - 12thシングル「夏の感情」のB面曲。
4. この街にひとり
  - 作詞: 有馬三恵子　作曲: 筒美京平、編曲: 萩田光雄
  - 11thシングル「バラのかげり」のB面曲。
5. ふたりの急行列車
  - 作詞: 林春生　作曲: 筒美京平
  - チェリッシュのカバー
6. バラのかげり
  - 作詞: 有馬三恵子　作曲・編曲: 筒美京平
  - 11thシングル。
7. 心もよう
  - 作詞・作曲・原曲歌唱: 井上陽水
8. 結婚しようよ
  - 作詞・作曲: 吉田拓郎
  - よしだたくろう のカバー
9. 私は泣いています
  - 作詞・作曲・原曲歌唱: りりィ
10. 夏色のおもいで
  - 作詞: 松本隆　作曲: 財津和夫
  - チューリップのカバー
11. ひとりぼっちの部屋
  - 作詞・作曲・原曲歌唱: 高木麻早
12. あなた
  - 作詞・作曲・原曲歌唱: 小坂明子

## 発売履歴
- 1974年07月21日 - LP
- 1997年07月21日 - CD （CD選書）
- 2006年06月14日 - CD-BOX（紙ジャケット・高音質マスターサウンド）